# شراع (أرحب)

تعديل مصدري - تعديل

شراع هي إحدى قرى عزلة زندان بمديرية أرحب التابعة لمحافظة صنعاء، بلغ تعداد سكانها 1231 نسمة حسب تعداد اليمن لعام 2004.